# Phylidonyris niger
Phylidonyris niger là một loài chim trong họ Meliphagidae. Loài chim này sinh sống ở bờ biển phía đông và góc tây nam của Úc. Loài chim này có một mảng trắng lớn trên má, mắt nâu và một mảng màu vàng trên cánh.
Hai phân loài được công nhận: Phylidonyris niger niger ở miền đông Australia; và P. n. gouldii  (Schlegel, 1872) ở tây nam Tây Úc. Phân loài sau có má trắng hẹp hơn, trên ngực hơi đen hơn và tiếng kêu khác, trong tương lai có thể dẫn đến việc phân loại nó thành một loài riêng biệt.